# توماس جونز (سياسي)
توماس جونز (بالإنجليزية: Thomas Jones)‏ هو موظف مدني وتربوي وسياسي بريطاني (وحمل سابقاً جنسية المملكة المتحدة لبريطانيا العظمى وأيرلندا)، ولد في 27 سبتمبر 1870 في المملكة المتحدة، وتوفي في 15 أكتوبر 1955 في لندن في المملكة المتحدة.